# Giovanni Filoramo
Giovanni Filoramo (Monopoli, 18 maggio 1945) è uno storico delle religioni italiano.

## Biografia
Si è laureato nel 1969 discutendo una tesi di Storia del Cristianesimo presso la Facoltà di Lettere e Filosofia dell'Università degli studi di Torino. Nello stesso anno è diventato borsista presso il C.N.R. di Storia delle religioni. Dopo una parentesi come ricercatore nella medesima materia, nel 1975 è stato nominato professore incaricato di Storia delle religioni presso l'Università di Torino, nel 1983 professore associato e nel 1990 professore straordinario di Storia del Cristianesimo presso l'Università dell'Aquila.
Dal 1993 è professore ordinario di Storia del Cristianesimo presso la Facoltà di Lettere dell'Università di Torino, e dal 2000 è presidente del Centro di Scienze delle religioni presso la medesima università. Nel 2000 è stato Direttore di ricerca invitato presso l'École Pratique des Hautes Études di Parigi nella "Section des sciences religieuses". Dirige, per le case editrici Laterza e Dell'Orso, tre collane di scienze religiose.

## Contributi
Giovanni Filoramo ha essenzialmente affrontato il tema del cristianesimo antico, focalizzandosi sugli aspetti marginali e meno conosciuti della nascente religione cristiana, in particolare lo gnosticismo, indagando anche i fenomeni visionari, estatici e profetici come strumento di rivelazione e di relazione tra le istituzioni cristiane e i movimenti ereticali. 
Oggetto dei suoi studi è stato anche il primo monachesimo cristiano e l'ambito storiografico delle religioni. Ha infine promosso una serie di iniziative editoriali relative agli studi storico-religiosi.

## Opere

### Autore
- Luce e gnosi. Saggio sull'illuminazione nello gnosticismo. Roma, Institutum Patristicum Augustinianum, 1980.
- L'attesa della fine. Storia della gnosi. Roma-Bari, Laterza, 1983 (3ª ed.1993, tr. ingl., A History of Gnosticism. Oxford-Cambridge, Mass., Basil Blackwell, 1990).
- Religione e Ragione tra Ottocento e Novecento. Roma-Bari, Laterza, 1985.
- I nuovi movimenti religiosi. Roma-Bari, Laterza, 1986.
- In coll. con C. Prandi. Le scienze delle religioni. Brescia, Morcelliana, 1987 (3ª ed. rivista e ampliata, 1997)
- In coll. con S. Roda. Cristianesimo e società antica. Roma-Bari, Laterza, 1992 (tr. port. Cristianismo e Sociedade antiga. São Paulo, Paulus, 1997).
- G. Filoramo, M. Massenzio, M. Raveri, P. Scarpi. Manuale di Storia delle religioni. Roma-Bari, Laterza, 1998, Xª ristampa 2004 (tr. spagnola: Historia de las religiones. Barcelona, Crítica, 2000; tr. romena, Manual de istorie a religiilor. Bucuresti, Humanitas, 2004).
- Il risveglio della gnosi ovvero diventare dio. Roma-Bari, Laterza, 1990.
- Figure del sacro. Saggi di storia religiosa. Brescia, Morcelliana, 1993.
- Le vie del sacro. Religione e modernità. Torino, Einaudi, 1994.
- Millenarismo e New Age. Apocalisse e religiosità alternativa. Bari, Dedalo, 1999.
- Che cos'è la religione. Temi metodi problemi. Torino, Einaudi, 2004.
- Veggenti Profeti Gnostici. Brescia, Morcelliana, 2005.
- Il sacro e il potere. Il caso cristiano, Torino, Einaudi, 2009.
- La croce e il potere. I cristiani da martiri a persecutori, Roma-Bari, Laterza, 2011.
- con Flavio Pajer. Di che Dio sei? Tante religioni un solo mondo, SEI, 2011.
- Religione e religioni, Egea, 2014.
- Ipotesi Dio. Il divino come idea necessaria, Il Mulino, 2016.
- Ateismo, collana I movimenti e le idee, Editrice Bibliografica, 2017.
- Corrado Augias, G. Filoramo, Il grande romanzo dei Vangeli, Collana Frontiere, Torino, Einaudi, 2019, ISBN 978-88-062-3280-1.

### Curatore
- Introduzione allo studio della religione. Torino, Utet libreria, 1992.
- Dizionario delle religioni. Torino, Einaudi, 1993 (tr. spagnola, Diccionario Akal de las Religiones. Madrid 2001).
- Atlante delle religioni di Ch. Baladier, Edizione italiana a cura di G. Filoramo, UTET, Torino 1995
- Storia delle religioni, vol. I, L'Antichità. Roma-Bari, Laterza, 1994; Vol. II, Ebraismo e Cristianesimo. 1995; Vol. III, Religioni dualiste. Islam. Roma-Bari, Laterza, 1995; Vol. IV, Religioni dell'Estremo Oriente 1996; Vol. V, Religioni dell'America precolombiana e dei popoli indigeni. 1997.
- In coll. con D. Menozzi. Storia del cristianesimo. 4 voll., Roma-Bari, Laterza, 1997
- Islam, a cura e introduzione di G. Filoramo; contributi di: C. Lo Jacono, Khaled Fouad Allam, A. Ventura, Roma-Bari, Laterza, 1999;
- Ebraismo, a cura  e introduzione di G. Filoramo; contributi di: C. Grottanelli, P. Sacchi, G. Tamani, Roma-Bari, Laterza, 1999.
- Cristianesimo, a cura  e introduzione di G. Filoramo; contributi di: Giorgio Jossa, G. Merlo, L. Perrone, P. Bettiolo, D. Menozzi, Paolo Ricca, Roma-Bari, Laterza, 2000.
- Buddhismo, a cura e introduzione di G. Filoramo: contributi di: M. Baumann, H. Bechert, P. P. Del Campana, M. Piantelli, R. Prats, E. Zürcher, Roma-Bari, Laterza, 2001.
- Hinduismo, a cura e introduzione di G. Filoramo; contributi di: Carlo Della Casa, Stefano Piano, Mario Piantelli, Roma-Bari, Laterza, 2002.
- Ebraismo - Storia della Shoah - 17° volume, Milano, Rizzoli e Corsera su licenza Gius Laterza & Figli, 2019, ISBN 977-20-380-8524-3.